# Zbojnícka dolina
Zbojnícka dolina este o arie protejată (arie specială de conservare — SAC, sit de importanță comunitară — SCI) din Slovacia întinsă pe o suprafață de 20,46 ha, integral pe uscat.

## Localizare
Centrul sitului Zbojnícka dolina este situat la coordonatele 48°46′07″N 20°49′24″E / 48.768537°N 20.823387°E.

## Înființare
Situl Zbojnícka dolina a fost declarat sit de importanță comunitară în septembrie 2015 pentru a proteja un număr necunoscut de specii din flora spontană și fauna sălbatică aflate în arealul zonei. Situl a fost protejat și ca arie specială de conservare în octombrie 2017.

## Biodiversitate
Situată în ecoregiunea alpină, aria protejată conține 2 habitate naturale: Păduri de fag Luzulo-Fagetum, Păduri de fag Asperulo-Fagetum.
La baza desemnării sitului se află un număr nedeclarat de specii protejate.